# Абельмош мускусный
Абельмош мускусный (лат. Abelmoschus moschatus, syn. Hibiscus abelmoschus) — растение семейства Мальвовые, вид рода Абельмош, происходящее из Восточной Индии. Культивируется на Мадагаскаре, Сейшельских островах, в Эквадоре и Колумбии.

## Биологическое описание
Густое многолетнее растение высотой от 1 до 2 м. Листья большие, опушенные. Цветки темно-жёлтые. Из них прорастают опушенные волосками стручки с семенами длиной 10 см. Семена серо-коричневые, почковидные.
Абельмош мускусный происходит из тропических лесов Африки и Азии, но также культивируется во многих тропических и субтропических районах мира.

## Химический состав
Семена растения содержат эфирное масло состоящее из фарнезола (90 %), амбреттолида и децилового спирта.
Масло в семенах содержит фосфолипиды, такие как 2-цефалин , фосфатидилсерин и его плазмалогены . В листьях был также обнаружен Фарнезол и лактон амбретоловой кислоты , β-ситостерин и его β- и δ-глюкозиды
Лепестки содержат β-ситостерол, гликозиды флавоноида мирицетина, антоцианы, такие как цианидин-3-самбубиозид и цианидин-3-глюкозид. Флавоноиды кверцетин, гиперозид, кверцетин-3- O- β-D-глюкопиранозид, кверцетин-3-оробинозид, кверцетин-3- O- рутининозид, кверцетин-3'- O - также были выделены из цветов β-D-глюкопиранозид, кверцетин-7- O- β-D-глюкопиранозид, кверцетин-3-O-β-D-6 ″ -ацетилглюкопиранозид, кверцетин-3-O-β-D-ксилопиранозил- (1 → 2) -β-D-галактопиранозид, мирицетин

## Использование
Эфирное масло используется в высококачественной парфюмерии для придания сильного и характерного мускусного тона, который более ровный и мягкий, чем синтетический амбретт.
В народной медицине семена используются при потере аппетита, для улучшения пищеварения, при желудочных и кишечных расстройствах, головных болях, змеиных укусах и от неприятного запаха изо рта. Внешне при плохом кровообращении, спазмах и болях в теле. Масло используется в ароматерапии при депрессии. Семена применяются для ароматизации кофе. Листья, побеги и стручки едят как овощи. Масло семян используется в парфюмерной промышленности, для производства косметики. Цветы используют для ароматизации табака. Мускусное масло также используется как афродизиак.